# Audio Bullys
Audio Bullys — британський електронний проєкт, учасниками якого спочатку були Саймон Френкс та Том Дінсдейл.
Френкс і Дінсдейл випустили свій перший альбом під назвою Ego War у 2003 році, а два роки потому — другий альбом Generation. Попри те, що пісня «Shoot you down» з останнього альбому посіла третє місце у Британському чарті, альбом був сприйнятий не дуже позитивно.
Третій альбом Higher Than the Eiffel вийшов 29 березня 2010 року. 
18 лютого 2012 року на офіційній сторінці гурту у Facebook було оголошено, що Дінсдейл залишає проєкт. Але Френкс продовжив виступати під ім'ям Audio Bullys.
5 вересня 2016 року на лейблі Spinnin' Records вийшла робота під назвою «It Was A Very Good Year» у співпраці із Surge.

## Дискографія

### Студійні альбоми
- 2003 — Ego War
- 2005 — Generation
- 2010 — Higher than the Eiffel

### Альбоми збірок
- 2003 — Back to Mine: Audio Bullys

### Сингли
- 2003 — «We Don't Care»
- 2003 — «The Things"/"Turned Away»
- 2003 — «Way Too Long»
- 2005 — «Shot You Down» (featuring Nancy Sinatra)
- 2005 — «I'm in Love»
- 2008 — «Gimme That Punk»
- 2010 — «Only Man»
- 2010 — «Wicked Things (Sander Kleinenberg feat. Audio Bullys)»
- 2015 — «Under Pressure (w/ Alex Kidd)»
- 2016 — «It Was A Very Good Year (featuring Surge)»
- 2017 — «The Scene»